# شیپ‌آپ

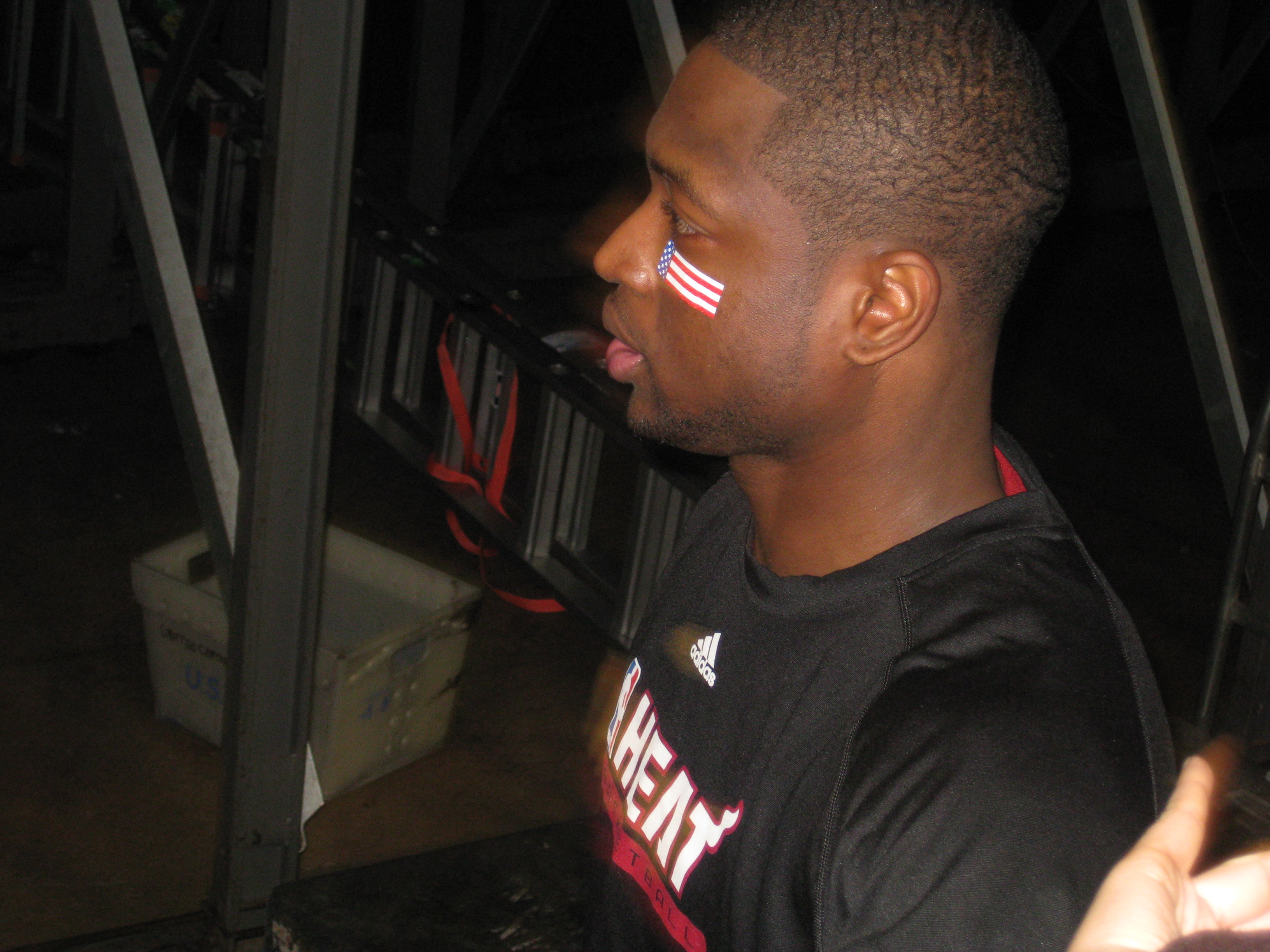

شِیپ‌آپ (به انگلیسی: Shape-Up) نوعی مدل مو می‌باشد. در این مدل جلوی خط مو به صورتی صاف خط انداخته می‌شود. این مدل مو گاهی با مدل‌های دیگر ترکیب می‌شود اما بیشتر به صورت تنهایی استفاده می‌شود. این مدل بیشتر در میان مردانی که مدل قیصری کوتاه را به کار می‌برند دیده می‌شود. مدل موی شیپ‌آپ عموماً خیلی کوتاه است. این مدل را پس از کوتاه کردن اعمال می‌کنند. آرایشگران برای ایجاد این مدل از ماشین‌های اصلاح مخصوص (تی شکل) و خودتراش‌های تیز شکل‌دهنده استفاده می‌کنند. این مدل مو در میان آمریکایی‌های آفریقایی‌تبار محبوب است.
اشخاص سرشناسی که از این مدل استفاده می‌کنند عبارتند از جی شان، ناس (خواننده رپ)، جیمی فاکس، ویل اسمیت، دواین جانسون، دکتر دره، کریس براون، کریس راک، جی-زی، باراک اوباما، کریس پاول و لوداکریس.